# Saint-Pardoux, Puy-de-Dôme
Saint-Pardoux là một xã ở tỉnh Puy-de-Dôme trong vùng Auvergne-Rhône-Alpes miền trung nước Pháp.